# Scopula relevata
Scopula relevata är en fjärilsart som beskrevs av Louis Beethoven Prout 1938. Scopula relevata ingår i släktet Scopula och familjen mätare. Inga underarter finns listade.